# (473006) 2015 HQ38
(473006) 2015 HQ38 es un asteroide perteneciente al cinturón de asteroides, descubierto el 11 de mayo de 2007 por el equipo del Spacewatch desde el Observatorio Nacional de Kitt Peak, Arizona, Estados Unidos.

## Designación y nombre
Designado provisionalmente como 2015 HQ38.

## Características orbitales
2015 HQ38 está situado a una distancia media del Sol de 2,556 ua, pudiendo alejarse hasta 2,979 ua y acercarse hasta 2,134 ua. Su excentricidad es 0,165 y la inclinación orbital 8,910 grados. Emplea 1493 días en completar una órbita alrededor del Sol.

## Características físicas
La magnitud absoluta de 2015 HQ38 es 17,5.